# Усть-Торгаш
Усть-Торгаш — деревня в Красноуфимском округе Свердловской области. Входит в состав Рахмангуловского сельского совета.

## География
Населённый пункт расположен на правом берегу реки Уфа в 17 километрах на восток от административного центра округа — города Красноуфимск.

### Часовой пояс
Усть-Торгаш как и вся Свердловская область, находится в часовой зоне МСК+2. Смещение применяемого времени относительно UTC составляет +5:00.

## Население
| 2002 | 2010 | 2021 |
| ---- | ---- | ---- |
| 6    | ↘2   | ↘1   |

## Улицы
Деревня разделена на две улицы: Береговая, Заречная.